# Alcis semiclarata
Alcis semiclarata là một loài bướm đêm trong họ Geometridae.